# Chrysolina sundukovi
Chrysolina sundukovi es un coleóptero de la familia Chrysomelidae.
Fue descrita científicamente en 2006 por Mikhailov.